# Bo von Willebrand
Bo Hermansson von Willebrand, född 31 maj 1907 i Helsingfors, död 14 juni 1940 över Finska viken, var en finländsk flygofficer. Han var son till Herman von Willebrand.
Efter fullgjord värnplikt vid flygvapnet befordrades von Willebrand 1935 till kapten. År 1936 anställdes han vid Aero Oy som trafikchef och utnämndes till chef för Helsingfors flygfält. Han verkade under vinterkriget som chef för en flygskola. Han omkom, tillsammans med en telegrafist och sju passagerare, då hans plan Kaleva sköts ned av sovjetiska jaktplan över Finska viken.